# 电信暴露
電信暴露（英語：Cyberflashing）是指於網路上以通訊軟體或藍芽等方式，使用如電腦、手機或各種電子設備向陌生人傳送淫褻圖像。
此術語約於2015年8月13日開始流傳。根據英國媒體報導，當時一名英籍女性通勤族在前往上班的路途中，透過蘋果iOS系統手機的AirDrop功能收到了兩張男性陰莖的照片。該名女子感覺受到侵犯，故隨後向英國交通警察報案。然而警方在事後表示，由於女子在接收到照片時，本能地按下了「不同意」的選項，所以她無法提供相關的資料佐證。

## 作案手法
在一般情況下，配備完善的行動裝置（如手機）通常可以與方圓十公尺內同樣持有裝置的人進行如AirDrop的藍芽無線連接。欲著手實行騷擾者可向所有開通功能的用戶進行配對，隨後發送一張或數張不雅影像。
而因為在利用此功能時，傳輸出去的影像通常會在接收端顯示預覽畫面，是故此等「暴露」（flashing）行為有可能在裝置持有者授權接收之前發生，接收者大多時候很難直接避免，而被強迫觀看不雅畫面。

## 相關事件
2017年8月13日，《紐約郵報》稱透過AirDrop功能散播陰莖照片已成為地鐵中的「流行」，並報導了兩名女性遭傳送不雅影像的經歷。
2017年，英國《哈芬登郵報》的一名女性記者在通勤時，於倫敦地鐵維多利亞線斯托克韋爾站接收到不少性影像。此案隨後亦遭回報至英國交通警方。而當此事件被報導披露後，數名女性也表示曾受到類似的騷擾。然而，即便愈來愈多人察覺到這種不當行為頻頻發生，警方接到的投訴卻很少。這顯示了相關的舉報並不足，從而使遭到逮捕及起訴的人數也稀少。 
根據2018年5月14日於澳大利亞的新聞報導，電信暴露逐漸成為在兒童及少年間稀鬆平常的惡作劇，而其之所以普遍，乃在於它能夠輕易、迅速，並且匿名地向多人進行襲擊。
香港有數據顯示，單獨在2021年間，電信暴露的騷擾行為是實體暴露的22倍之多。

## 法律問題
與其他常見的網路科技濫用行為（如深偽色情、復仇式色情、裙底偷拍等）相同，起初尚無針對電信暴露進行預防及入罪化的既存法規。這使得許多警察部門必須將此等行為訴諸更為普遍、籠統的罪名，例如性騷擾或有違公德之行為。

## 相關立法
2010年，蘇格蘭議會已在《2009性犯罪法案》中將「強迫某人觀看情色圖片」視為犯罪行為。此即包含了電信暴露行為。
2017年，澳洲新南威爾士州修訂並通過了《私密影像犯罪修正案》，明定將「未經他人同意，故意錄製、散佈，或威脅錄製、散佈他人私密影像」視為犯罪行為。該立法透過禁止散播私密影像，涵蓋地禁止了電信暴露的行為。
新加坡自2019年5月起，將電信暴露、裙底偷拍以及復仇式色情視為犯罪行為。
英格蘭及威爾斯在2023年推出了《網路安全法案》，該法案在2003年的《性犯罪法》中將「傳送生殖器之照片或影片」視作刑事犯罪。2024年3月，英國發生了第一起因電信暴露而被定罪的案件。 
美國已有數件防範電信暴露的立法提案。於2022年4月，美國維吉尼亞州參議院通過了「第493號法案」，明定若「故意且未經同意，透過電腦或其他電子產品傳輸成人色情影像的18歲以上成年人，將須負損害賠償責任。」又於2024年，美國參議院提出了一項被稱為《同意法案》的聯邦法案，其旨在「保護色情影像接收者，其中包括經人工智慧生成或經機器學習處理之影像。」 